# 高島 (小樽市)
高島（たかしま）は、北海道小樽市の地名。1丁目から5丁目まである。

## 地理
小樽市北部、半島のように突き出した地域に位置しており、東側が海に面している。地区北東部には茅柴岬があり、緩やかな小湾（高島湾）を形成している。湾内には弁天島がある。
高島漁港を擁し漁業を基幹産業としている。
西は赤岩、末広町、南に手宮、北は祝津に接する。

## 歴史
十八世紀前半から鰊漁を中心とする漁業で栄え、シクズシ場所（タカシマ場所）が置かれていた。1870年（明治3年）には高島村が成立。1899年（明治32年）には、小樽区の成立に伴い、高島郡の色内町、手宮町、稲穂町、手宮裏町、南浜町、北浜町が小樽区に編入されるとともに、小樽港の整備のため、高島村の一部（字厩）も小樽区に編入された。村自体の小樽区への編入も検討されたが、小樽は商業、高島は漁業という基幹産業の違い等から反対があり実現しなかった。1902年（明治35年）には祝津村と合併し、二級町村制を施行、新たに高島村となる。1922年（大正11年）には町制施行により高島町となり、1940年（昭和15年）には高島町が小樽市に合併しその一部となる。
この間、1936年（昭和11年）高島町の大字廃止により、字名として高島町、北高島町、南高島町に分割された。小樽市合併後の昭和32年には字を廃止し町名とされるとともに、高島町は西高島町と改称されたが、昭和44年小樽市の町名変更により高島1-5丁目となり現在に至る。

## 交通

### 道路
- 北海道道454号小樽海岸公園線

### 路線バス
- 北海道中央バス（おたもい営業所）

## 施設

### 港湾
- 小樽港（重要港湾）
  - 高島漁港区
    - 小樽市漁協

### 官公庁
- 小樽市消防本部手宮支署高島支所

### 郵便局
- 小樽高島郵便局

### 金融機関
- 北海道信用金庫高島支店

### 教育機関
- 小樽市立高島小学校

### 名所・観光スポット
- 旧高島町役場庁舎 ※小樽市指定歴史的建造物
- 祝津豊井浜海水浴場

## 祭り・イベント
- 高島稲荷神社例大祭(7月上旬)
- 高島納涼大花火大会(8月中旬) 市内最多3000発の花火大会。